# Alyince
Alyince (macedónul: Аљинце) település Észak-Macedóniában, az Északkeleti körzetben, Sztaro Nagoricsane községben.

## Népesség
| Lakosok száma | 372  | 395  | 374  | 314  | 154  | 92   | 79   | 38   | 22   |
|               | 1948 | 1953 | 1961 | 1971 | 1981 | 1991 | 1994 | 2002 | 2021 |

- 2002-ben 32 lakosa volt, akik mindannyian macedónok.